# Pec Deck
Pec Deck är en isolationsövning som aktiverar främre axlar men framförallt stora delar av bröstmuskeln. Övningen utförs i maskin vilket minskar risken för skada men samtidigt är det väldigt viktigt att utföra övningen korrekt. Eftersom axeln ligger i ett onaturligt läge i övningen utsätts den för påfrestning, vilket gör det viktigt att göra övningen långsamt och kontrollerat.  Om det ändå inte känns bra, testa istället V Cable Crossovers eller Liggande Flyes då de är mer skonsamma.

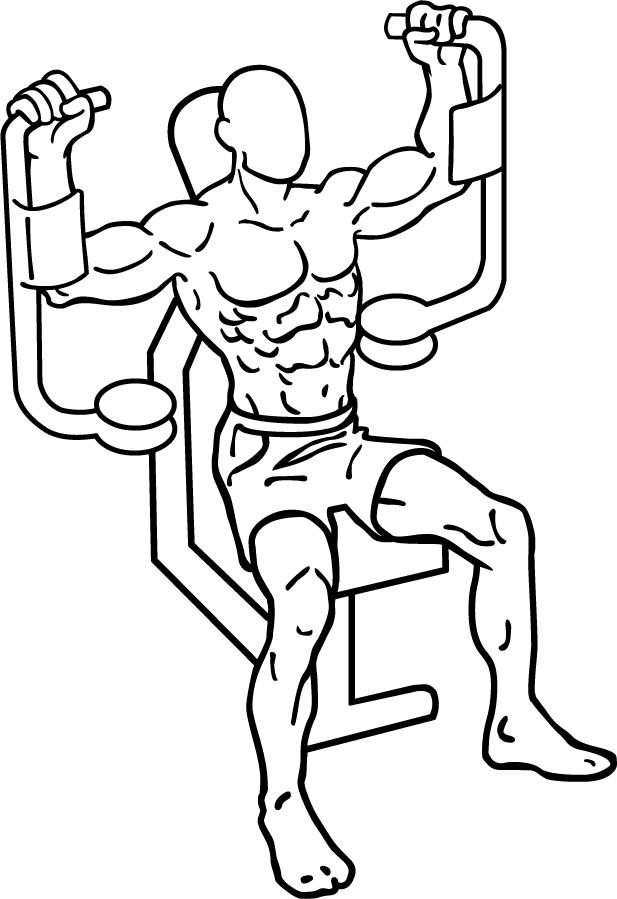
peck deck start
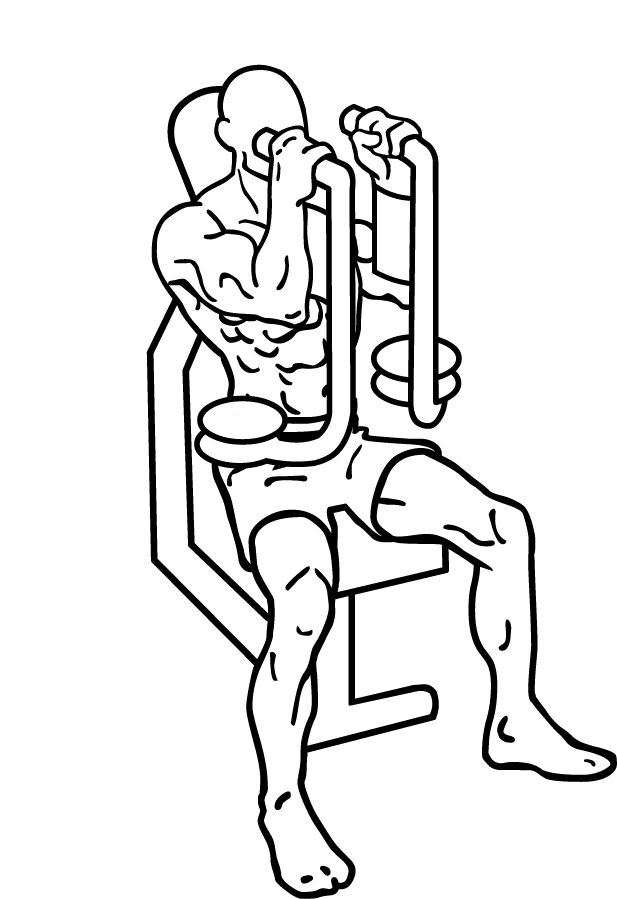
Peck deck slut